# Microstylum fafner
Microstylum fafner är en tvåvingeart som först beskrevs av Günther Enderlein 1914.  Microstylum fafner ingår i släktet Microstylum och familjen rovflugor. Inga underarter finns listade i Catalogue of Life.